# Jasha Sütterlin
Jasha Sütterlin (Friburgo in Brisgovia, 4 novembre 1992) è un ciclista su strada tedesco che corre per il Team Jayco AlUla. È professionista dal 2014.

## Palmarès

### Strada
- 2010 (Juniores)

Campionati tedeschi, Prova a cronometro Juniores
4ª tappa Trofeo Karlsberg (Walsheim > Walsheim)
Classifica generale Internationale Niedersachsen-Rundfahrt
- 2011 (Thüringer Energie Team, una vittoria)

Classifica generale Tour de Berlin
- 2012 (Thüringer Energie Team, una vittoria)

Campionati tedeschi, Prova a cronometro Under-23
- 2013 (Thüringer Energie Team, quattro vittorie)

Campionati tedeschi, Prova a cronometro Under-23
Prologo Giro della Valle d'Aosta (Pont-Saint-Martin)
5ª tappa Giro della Valle d'Aosta (Pré-Saint-Didier > Aosta)
2ª tappa Tour de Moselle
- 2017 (Movistar Team, una vittoria)

3ª tappa Vuelta a la Comunidad de Madrid (Madrid > Madrid)

### Ciclocross
- 2008 - 2009

Internationales Radcross Magstadt, juniores

## Piazzamenti

### Grandi Giri
- Giro d'Italia

2016: 113º
2019: 120º
2022: 87º
2023: 74º
2024: 57º
- Tour de France

2017: 108º
2021: ritirato (1ª tappa)
- Vuelta a España

2020: 55º
2022: 84º
2023: 71º
2024: 121º

### Classiche monumento
- Milano-Sanremo

2014: ritirato
2015: 133º
2017: 63º
2020: ritirato
2021: 113º
2022: 70º
2025: 115º
- Giro delle Fiandre

2014: ritirato
2015: 84º
2016: 50º
2017: 89º
2018: ritirato
2019: 22º
2021: ritirato
2022: 26º
2025: ritirato
- Parigi-Roubaix

2014: 124º
2015: ritirato
2016: ritirato
2017: 40º
2018: ritirato
2019: ritirato
2021: ritirato
2022: 76º
2025: ritirato
- Giro di Lombardia

2014: ritirato
2015: ritirato
2019: ritirato

### Competizioni mondiali
- Campionati del mondo

Mosca 2009 - In linea Juniors: ritirato
Offida 2010 - Cronometro Juniors: 2º
Offida 2010 - In linea Juniors: 8º
Copenaghen 2011 - Cronometro Under-23: 17º
Limburgo 2012 - Cronometro Under-23: 8º
Limburgo 2012 - In linea Under-23: 98º
Toscana 2013 - Cronometro Under-23: 13º
Toscana 2013 - In linea Under-23: 26º
Ponferrada 2014 - Cronosquadre: 6º
Richmond 2015 - Cronosquadre: 3º
Doha 2016 - Cronosquadre: 6º
Doha 2016 - Cronometro Elite: 33º
Doha 2016 - In linea Elite: ritirato
Bergen 2017 - Cronosquadre: 6º
Bergen 2017 - Cronometro Elite: 35º
Bergen 2017 - In linea Elite: 116º
Innsbruck 2018 - Cronosquadre: 6º
Yorkshire 2019 - Staffetta mista: 2º
Yorkshire 2019 - In linea Elite: ritirato
Imola 2020 - Cronometro Elite: 16º

### Competizioni europee
- Campionati europei su strada

Hooglede-Gits 2009 - Cronometro Juniores: 4°
Hooglede-Gits 2009 - In linea Juniores: 44°
Frýdek-Místek 2013 - Cronometro Under-23: 3º
Frýdek-Místek 2013 - In linea Under-23: ritirato
Plumelec 2016 - Cronometro Elite: 19º
Alkmaar 2019 - Staffetta mista: 2º
Alkmaar 2019 - Cronometro Elite: 17º